# Tojásdinnye
A tojásdinnye (Solanum muricatum) a burgonyavirágúak (Solanales) rendjébe és a burgonyafélék (Solanaceae) családjába tartozó faj, amelyet már időszámításunk előtt is termesztették a dél-amerikai indiánok. Egyéb nevei: perui uborka, illetve pepinó.

## Származása, előfordulása
Dél-Amerikában honos; most is Peruban és Ecuadorban termesztik a legtöbbet. A kolumbiai Andokban a középmagas hegyvidékektől egészen 4000 m-ig nevelik. Főként Latin-Amerika hegyvidékein és Új-Zélandon termesztik, terjed Kelet-Afrikában, Kelet-Ázsiában és Ausztráliában, valamint a Kanári-szigeteken és a Földközi-tenger térségében is.

## Megjelenése
Legfeljebb 1 m magas félcserje. Szárai erőtlenek, gyakran heverők. Változékony, tojásdad levelei szórt állásúak, többnyire tagolatlanok, lándzsásak vagy szárnyaltak, 3-7 levélkéjűek és nagyon változó méretűek. Virágai csomókban fejlődnek a levélhónaljakban. Az 5, hegyes cimpájú, ibolya- vagy kék színű pártacső legfeljebb 2,5 cm széles.
Termése tojás alakú, gömbölyded vagy megnyúlt, paprika alakú, de leggyakrabban tojásdad  (10–15 cm × 8–10 cm). Héja sárga, barnás vagy lilás csíkozással, de léteznek teljesen lila fajták is. A világossárga, lágy, nagyon bő levű, édes terméshús dinnye- vagy körteízű. A központi termésüregben sok lapos-gömbölyded, bézs színű, mintegy 3 mm-es mag ül; sok fajtája magvatlan. Sok C vitamint tartalmaz. Hűtőszekrényben 1–2 hétig tárolható.

## Életmódja, termesztése
Többnyire dugványról szaporítják. Az érett, nyomásra érzékeny terméseket a kiültetés után mintegy öt hónappal kezdik betakarítani. Egy-egy tő több mint két évig teremhet.

## Felhasználása
A gyümölcshúst fogyasztjuk a héj nélkül. Az apró magokat tartalmazó középső részt is megehetjük. Fogyasztás előtt ajánlatos pár napig szobahőmérsékleten utóérlelni. A pepino akkor érett, ha a héj színe sárga (kivételek a lila típusok) és enyhe sárgadinnye illata van. A gyümölcsöt felhasználhatjuk vegyes gyümölcssaláták és kompót készítéséhez is. Olykor megfőzve zöldségként készítik el vagy lekvárnak dolgozzák fel.